# Tell Yassir
Tell Yassir is een archeologische vindplaats in Irak. Het was de locatie van de oude stad Malkum (in de literatuur eerder bekend als Malgium). De tell is na de Amerikaanse invasie in 2003 zwaar geplunderd door illegale schatgravers en vondsten zijn daardoor op de zwarte markt verschenen, waarbij hun precieze afkomst verloren gegaan is. Onderzoek nadien bracht echter belangrijke vondsten aan het licht die inzicht geven in de overigens duistere periode aan het einde van de dynastie van Ur III en de vrij chaotische periode daarna. De oudste vondsten zijn echter veel ouder en dateren van de Ubaid en vroege Urukperiode van ca. 5000 - 3100 v.Chr. Daarna was de stad een belangrijk centrum van de staat Ur III. Deze staat viel uiteen en Malkum werd een tijdlang een onafhankelijk koninkrijk. In 1761 v.Chr. werd het ingelijfd door Hammurabi. Daarna werd het een vrij onbelangrijke provinciestad en raakte het ontvolkt tot zo'n duizend jaar later in de tijd van de Parthen.

## Onafhankelijke Malkum
Malkum maakte onder Ur III deel uit van de provincie Irisaĝrig, met Mata-ili zoon van Baba en Beli-ili als provinciale schrijvers. Vondsten van Tell Yassir maar ook uit de 2.077 tabletten bekend als CUSAS 40 die van deze provincie van Ur III stammen, hebben duidelijk gemaakt dat Malkum tot het einde van het vierde jaar van Ibbi-Sin (2023 v.Chr.), de laatste koning van Ur III, deel bleef uitmaken van dat koninkrijk. Daarna raakte de hele provincie die de steden Malkum, Babaz, Anzagar, Gizuna en Diniktum omvatte, langs de toenmalige loop van de Tigris, onafhankelijk met Malkum als hoofdstad. Tussen de jaren Ibbi-Sin 5 en 13 vestigde zich in Malkum een nieuwe dynastie met Nur-Eštar als eerste koning. Deze vorsten zetten in feite het bewind van Ur III voort en bleven bijvoorbeeld de maandnamen van Ur III gebruiken in plaats van de lokale namen van Malkum zelf. Ook Mati-ili en Beli-ili bleven documenten voortbrengen, maar de datering verwees nu naar de jaarnamen van de vorsten van Malkum.
De volgende vorsten en hun jaarnamen zijn bekend:
1. Nur-eštar - 3 jaarnamen
2. Šu-kakka - 7 jaarnamen
3. Nabi-Enlil, zoon van Šu-Kakka - 1 voorlopige jaarnaam
4. Šu-Amurrum, zoon van Nabli-Enlil - 2 jaarnamen, 2 onzeker
5. Imgur-Sin - 2 jaarnamen
6. Ištaran-asu - 2 jaarnamen

Verder zijn er nog zo'n 31 jaarnamen waarvan niet duidelijk is tot welke vorst zij behoren en er kunnen zeker nog meer jaarnamen en koningen aangetroffen worden. Immers het vierde jaar van Ibbi-Sin is zo'n 262 jaar eerder dan de verovering door Hammurabi in 1761. 
Er is inderdaad sprake van een:
[...], zoon van Šu-amurrum
Ennum-Tišpak, zoon van Warassa
Imgur-Sin, zoon van Ili-abi
Muhaddum
Takil-ilissu, zoon van [Ištaran-asu]

## Einde
Hammurabi vermeldt Malkum een aantal keer in zijn jaarnamen:
Hammurabi 10 (1786): Jaar dat Malkum verslagen werd.
Hammurabi 30 (1766): Jaar waarin Hammurabi het leger van Elam versloeg. (Malkum wordt als bondgenoot daarvan vermeld)
Hammurabi 33 (1763): Jaar waarin Hammurabi het leger van Mari en Malkum versloeg
Hammurabi 35 (1761): Jaar waarin Hammurabi, de koning, de muren van Mari en Malkum op bevel van An en Enlil verwoestte.
Er is een kleikegel (VA 3359) van onbekende herkomst, maar waarschijnlijk oorspronkelijk van Malkum, waarop een koning Ipiq-Eštar verklaart dat na de verwoesting van de stad hij de tempel en boomgaard van de godin Belet-Ilī hersteld heeft. Hij is de tijdgenoot van Hammurabi   en de Babylonische koning hield hem eerst een tijdlang te vriend.
Yarim-Addu, de ambassadeur van Zimri-Lim  van Mari in Babylon verklaart in een lange brief (ARM 26 372) dat gedurende de oorlog tussen Rim-Sin van Larsa en Hammurabi de boodschappers tussen Hammurabi en Ipiq-Ištar af en aan reizen en vriendelijke groeten overbrengen.  Later maakte Hammurabi een einde aan de onafhankelijkheid, niet alleen van Malkum, maar ook van Mari, Larsa, Assur en Eshnunna en verenigde daarmee vrijwel geheel Mesopotamië.
Er zijn ook twee inscripties van een koning Takil-illisu bekend. De een is op een baksteen die naar verluidt uit Kish stamt en waarin de koning verklaart de muur rond de tempel van Ea in Malkum, de Enamtila gebouwd te hebben. De ander vermeldt de bouw van tempels voor Anum, Ninsubur en Ulmassītum. Deze inscripties zijn waarschijnlijk van wat eerdere datum.